# Гранітний шар
Грані́тний шар (граніто-ґнейсовий шар, граніто-метаморфічний шар) — шар континентальної земної кори, виділений за сейсмічними даними і розташований між осадовим шаром та базальтовим, з яким межує по поверхні Конрада. 
Гранітний шар відслонюється в межах щитів (наприклад, Балтійський щит). Складається переважно з гранітів та ґнейсів, а також інших метаморфічних та вивержених порід.